# 声光塾
声光塾（せいこうじゅく）は、大阪市にあるアナウンサーの養成学校。元瀬戸内海放送アナウンサーの森本光が「関西からキー局アナウンサーに」をスローガンに設立した。近年、フジテレビの德田聡一朗、TBSの古田敬郷など、受講生がキー局に入社している。集団授業ではなく、マンツーマンレッスンを行っているのが特徴。教室は大阪市と京都市、神戸市。オンライン授業もあり、全国から受講が可能となっている。

## 概要
- 所在地：大阪府大阪市城東区蒲生1-8-32
- 代表者：森本光

## 主な出身者
- 有坂菜恵子（NHK岐阜放送局）
- 一坪花音（山陽放送）
- 井出一崇（高知放送）
- 井上千沙（NHK長野→熊本県民テレビ→福島中央テレビ）
- 岩本忠成（長崎文化放送）
- 上田彩乃（西日本放送）
- 上野綾子（NHK徳島放送局）
- 裏山奈央（NHK岡山放送局）
- 大西結依（NHK山口放送局）
- 大森万梨乃（テレビ静岡）
- 鍛治谷琴音（福島放送）
- 川村和久（高知さんさんテレビ）
- 九冨佑紀乃（NHK奈良放送局）
- 越田穂香（NHK徳島放送局→NHK横浜放送局）
- 小畠優花（NHK広島放送局→NHK岡山放送局）
- 税所ひかる（和歌山放送）
- 柴田優子（九州朝日放送）
- 柴田祐里菜（北海道文化放送）
- 出世凪沙（元鹿児島放送）
- 白井英里子（NHK松山放送局→NHK和歌山放送局）
- 城あすか（元NHK高知放送局）
- 鈴木遥奈（元エフエム高知）
- 鈴村奈美（NHK松山放送局→NHK名古屋放送局）
- 田中愛理（NHK佐賀放送局→NHK奈良放送局）
- 德田聡一朗（フジテレビ）
- 永井啓登（青森放送）
- 中川流奈（北陸朝日放送）
- 中田結子（NHK帯広放送局）
- 中屋藍（元RSK山陽放送）
- 難波歩由未（西日本放送）
- 新本穂乃佳（中国放送）
- 二瓶那菜（NHK新潟放送局）
- 橋本莉奈（青森放送）
- 畠山伶（西日本放送）
- 平田理奈（NHK岡山放送局→NHK高松放送局）
- 深井瞭（元和歌山放送）
- 古田敬郷（TBS）
- 藤松舞（NHK鳥取放送局→テレビ宮崎）
- 星庵美咲（元NHK長野放送局）
- 星加奈緒（元南海放送）
- 宮本明日佳（NHK大分放送局）
- 宮本佳歩（NHK金沢放送局）
- 八原真由（山陰放送）
- 山﨑航（福井放送→信越放送）
- 山根美乃梨（鹿児島テレビ）